# Willisburg
Willisburg és una població dels Estats Units a l'estat de Kentucky. Segons el cens del 2000 tenia 304 habitants.

## Demografia
Segons el cens del 2000, Willisburg tenia 304 habitants, 109 habitatges, i 68 famílies. La densitat de població era de 221,5 habitants/km².
Dels 109 habitatges en un 21,1% hi vivien nens de menys de 18 anys, en un 54,1% hi vivien parelles casades, en un 8,3% dones solteres, i en un 36,7% no eren unitats familiars. En el 34,9% dels habitatges hi vivien persones soles el 23,9% de les quals corresponia a persones de 65 anys o més que vivien soles. El nombre mitjà de persones vivint en cada habitatge era de 2,2 i el nombre mitjà de persones que vivien en cada família era de 2,86.
Per edats la població es repartia de la següent manera: un 34,2% tenia menys de 18 anys, un 8,2% entre 18 i 24, un 18,8% entre 25 i 44, un 20,1% de 45 a 60 i un 18,8% 65 anys o més.
L'edat mediana era de 34 anys. Per cada 100 dones de 18 o més anys hi havia 83,5 homes.
La renda mediana per habitatge era de 28.750 $ i la renda mediana per família de 35.833 $. Els homes tenien una renda mediana de 22.188 $ mentre que les dones 17.656 $. La renda per capita de la població era de 13.129 $. Entorn de l'1,6% de les famílies i el 7,3% de la població estaven per davall del llindar de pobresa.

## Poblacions més properes
El següent diagrama mostra les poblacions més properes.